# Aminata Sophie Dièye
Aminata Sophie Dièye (Aminata Zaaria, Ndèye Takhawalou) est une écrivaine, dramaturge, actrice et journaliste sénégalaise née en 1973 à Thiès et morte à Dakar dans la nuit du 17 au 18 février 2016.
Femme de lettres, elle écrit pour plusieurs journaux sénégalais dont Sud Quotidien, Le Cafard libéré et L’Observateur sous le nom de Ndèye Takhawalou. Sa pièce Consulat zénéral, présentée en 2002, est jouée dans plusieurs pays d'Afrique et en France. Elle publie en 2004 sous le nom d'Aminata Zaaria La Nuit est tombée sur Dakar et tient plusieurs rôles au cinéma, notamment dans La Petite vendeuse de soleil de Djibril Diop Mambety et Lili et le baobab de Chantal Richard.

## Biographie

### Jeunesse et débuts
Aminata Sophie Dièye est née en 1973 à Thiès au Sénégal. Fille non légitime d’un inspecteur des impôts, elle est élevée par sa mère. À vingt-et-un ans, elle déménage seule pour l’île de Ngor où elle commence à travailler comme pigiste pour le journal Sud Quotidien.

### Journalisme
Durant toute sa vie, Aminata Sophie Dièye ne cesse d’écrire pour les journaux, pour Sud Quotidien et Le Cafard libéré mais aussi pour L’Observateur, le quotidien le plus lu du pays. Elle y tient une chronique chaque samedi sous le pseudonyme de Ndèye Takhawalou (jeu de mots sur « mère errante » ou le prénom féminin « Ndèye », signifiant « errant nulle part ») et sous-titré Sénégalaise, 40 ans, toujours dans le pétrin.

### Consulat zénéral
Formée au Conservatoire national de musique, de danse et d'art dramatique (CNMDAD) du Sénégal, Aminata Sophie Dièye fait ses débuts sur scène en 2002 avec Consulat zénéral, une comédie qu’elle a écrite en 2000 et mise en scène par Lucio Mad avec qui elle partage sa vie. Elle y campe le rôle d’une vieille femme analphabète en quête d’un visa d'entrée pour la France. La pièce est jouée dans cinq pays africains et en France,,.

### La Nuit est tombée sur Dakar
Aminata Sophie Dièye signe son premier roman sous le nom d’Aminata Zaaria. Publié en 2004 aux Editions Grasset, La Nuit est tombée sur Dakar raconte l’histoire de deux jeunes Sénégalaises qui quittent leur village natal pour la capitale en vue d’améliorer leur existence en vivant aux crochets d’Européens. Elles y rejoignent deux blancs qui ont l’âge de leurs grands-parents mais les choses ne se passent pas comme elles l'avaient prévu,. Le roman reçoit le prix Emmanuel Roblès de la ville de Blois et doit être porté à l'écran par la cinéaste Angèle Diabang Brener,.
Aminata Sophie Dièye perd son mari l’année suivante en 2005 d’un cancer fulgurant.

### Cinéma
Aminata Sophie Dièye a également tenu quelques rôles au cinéma dont La Petite vendeuse de soleil de Djibril Diop Mambety sorti en 1998 et Lili et le baobab de Chantal Richard sorti en 2006.
Aminata Sophie Dièye meurt dans la nuit du 17 au 18 février 2016, à Dakar des suites du diabète,.

## Publications
- Aminata Zaaria, La nuit est tombée sur Dakar : roman, B. Grasset, 2004 (ISBN 2-246-65521-8 et 978-2-246-65521-3, OCLC 54079263, lire en ligne)
- Aminata Zaaria, La putain amoureuse d'un pèlerin juif, L'esprit des péninsules, 2007 (ISBN 978-2-84636-105-7 et 2-84636-105-3, OCLC 716977696, lire en ligne)

## Filmographie
- 1998 - La Petite Vendeuse de soleil de Djibril Diop Mambety
- 2006 - Lili et le baobab de Chantal Richard